# Judo na Igrzyskach Solidarności Islamskiej 2017
Turniej judo Igrzyskach Solidarności Islamskiej w 2017 roku odbył się w dniach 13 – 15 maja, na terenie kompleksu Heydəra Əliyeva w Baku.

## Klasyfikacja medalowa
| Miejsce | Państwo                      |    |    |    | Razem |
| ------- | ---------------------------- | -- | -- | -- | ----- |
| 1       | Azerbejdżan                  | 7  | 8  | 0  | 15    |
| 2       | Turcja                       | 4  | 4  | 4  | 16    |
| 3       | Algieria                     | 1  | 4  | 6  | 11    |
| 4       | Uzbekistan                   | 1  | 0  | 5  | 6     |
| 5       | Kirgistan                    | 1  | 0  | 3  | 4     |
| 6       | Iran                         | 1  | 0  | 1  | 2     |
| .       | Tunezja                      | 1  | 0  | 1  | 2     |
| 8       | Kazachstan                   | 0  | 0  | 2  | 2     |
| 9       | Liban                        | 0  | 0  | 1  | 1     |
| .       | Zjednoczone Emiraty Arabskie | 0  | 0  | 1  | 1     |
| .       | Maroko                       | 0  | 0  | 1  | 1     |
| .       | Wybrzeże Kości Słoniowej     | 0  | 0  | 1  | 1     |
| .       | Turkmenistan                 | 0  | 0  | 1  | 1     |
| Razem   | Razem                        | 16 | 16 | 27 | 59    |

## Medaliści

### Mężczyźni
| Konkurencja: | Złoto: | Srebro:                                                                                          | Brąz: |
| −60kg        | Orxan Səfərov | Betkil Szukwani                                                                                  | Diyorbek Urozboyev Otar Biestajew |
| −66kg        | Nicat Şıxəlizadə | Hud Zurdani                                                                                      | Sinan Sandal Alireza Khojasteh |
| −73kg        | Hidayət Heydərov | Rüstəm Orucov                                                                                    | Bektur Rysmambetov Oussama Djeddi |
| −81kg        | Sa’id Mollaji | İlker Güldüren                                                                                   | Davlat Bobonov Vladimir Zoloev |
| −90kg        | Məmmədəli Mehdiyev | Abderrahmane Benamadi                                                                            | Nacif Elias Batuhan Efemgil |
| −100kg       | Elxan Məmmədov | Elmar Qasımov                                                                                    | Iljas Bu Jakub Ivan Remarenco |
| Ponad 100kg  | Jurij Krakowiecki | Nadjib Temmar                                                                                    | Bekmurod Oltiboyev Yelaman Yergaliyev |
| Drużynowo    | Rüfət İsmayılov · Uszangi Kokauri · Elxan Məmmədov · Məmmədəli Mehdiyev · Rüstəm Orucov · Orxan Səfərov · Nicat Şıxəlizadə · Azerbejdżan | Abderrahmane Benamadi · Iljas Bu Jakub · Oussama Djeddi · Nadjib Temmar · Hud Zurdani · Algieria | Giyosjon Boboev · Davlat Bobonov · Soyib Qurbonov · Bekmurod Oltiboyev · Davronbek Sattorov · Diyorbek Urozboyev · Uzbekistan · Batuhan Efemgil · Ali Erdoğan · İlker Güldüren · Betkil Szukwani · Sinan Sandal · Hasan Vanlıoğlu · Feyyaz Yazıcı · Turcja |

### Kobiety
| Konkurencja: | Złoto: | Srebro: | Brąz: |
| −48kg        | Erdenebatyn Badzarragczaa | Aişə Qurbanlı | Wafae Idrissi Chorfi ----                                                                                              |
| −52kg        | İrem Korkmaz | Nəzakət Əzizova | Guldana Almukhanbetova Meriem Moussa                                                                                   |
| −57kg        | Ratiba Tariket | Kifayət Qasımova | Zouleiha Dabonne Nazlıcan Özerler                                                                                      |
| −63kg        | Büşra Katipoğlu | Xanım Hüseynova | Meriem Bjaoui Amina Belkadi                                                                                            |
| −70kg        | Gulnoza Matniyazova | Şükran Bakacak | Mariýa Lohowa ---- |
| −78kg        | Sarra Mzougui | Çağrı Güzelsoy | Kaouthar Ouallal ----                                                                                                  |
| Ponad 78kg   | Kayra Sayıt | Iryna Kindzerśka | Sonia Asselah ---- |
| Drużynowo    | Şükran Bakacak · Çağrı Güzelsoy · Büşra Katipoğlu · İrem Korkmaz · Dilara Lokmanhekim · Nazlıcan Özerler · Kayra Sayıt · Turcja | Nəzakət Əzizova · Kifayət Qasımova · Xanım Hüseynova · Gülsədəf Kərimova · Iryna Kindzerśka · Mönchcedewijn Iczinchorloo · Pürewsürengijn Bujanchiszig · Azerbejdżan | Amangul Allanazarova · Mukhayyo Ibragimova · Diyora Keldiyorova · Gulnoza Matniyazova · Kumush Yuldashova · Uzbekistan |